# Thập niên 520 TCN
Thập niên 520 TCN hay thập kỷ 520 TCN chỉ đến những năm từ 520 TCN đến 529 TCN.